# Mrzeżyno
Mrzeżyno (do 1945 niem. Treptower Deep, Regamünde) – osada, nadmorska miejscowość wypoczynkowa w północno-zachodniej Polsce, w województwie zachodniopomorskim, w powiecie gryfickim, w gminie Trzebiatów. Położona nad Morzem Bałtyckim, na Pobrzeżu Szczecińskim, u ujścia rzeki Regi. Miejscowość letniskowa z kąpieliskiem morskim, bazą wypoczynkowo-noclegową, wykorzystywaną w sezonie letnim, kiedy dominuje funkcja turystyczno-wypoczynkowa. Usytuowany jest tu port morski, będący jedną z baz rybołówstwa morskiego. Znajduje się tu także osiedle mieszkaniowe dla tutejszej jednostki wojskowej.
Według danych z 31 grudnia 2009 Mrzeżyno miało 1611 mieszkańców.
W Mrzeżynie rozpoczyna się droga wojewódzka nr 109 prowadząca do drogi krajowej nr 6.
Teren wokół miejscowości należy do Trzebiatowsko-Kołobrzeskiego Pasa Nadmorskiego.

## Położenie
Mrzeżyno leży w środkowej części wybrzeża woj. zachodniopomorskiego, w północno-wschodniej części powiatu gryfickiego. Miejscowość położona jest nad Zatoką Pomorską, u ujścia rzeki Regi, na Wybrzeżu Trzebiatowskim – jednym z mezoregionów Pobrzeża Szczecińskiego.
Mrzeżyno mieści się ok. 18 km od Kołobrzegu oraz ok. 9 km od Trzebiatowa.
Najbliższe zabudowania od Mrzeżyna są odległe ok. 1,3 km na wschód w kolonii Rogowo oraz ok. 1,4 km na południowy wschód we wsi Roby. Bardziej odległymi miejscowościami są ok. 6 km na południe wieś Trzebusz oraz ok. 6,5 km na wschód wieś Dźwirzyno.
Historycznie Mrzeżyno znajduje się na Pomorzu Zachodnim. Od 1724 r. w powiecie Greifenberg i. Pom., a z nim od 1816 roku w rejencji szczecińskiej, w latach 1938–1945 w rejencji koszalińskiej. Od 1945 r. w powiecie gryfickim, do 1954 siedziba gminy Mrzeżyno. W latach 1946–1998 miejscowość administracyjnie należała do województwa szczecińskiego.
Miejscowość obejmują dwie jednostki pomocnicze gminy: „Sołectwo Mrzeżyno” oraz osiedle „Za Regą”, które rozgranicza rzeka Rega. Sołectwo Mrzeżyno obejmuje wschodnią część miejscowości od rzeki Regi. W zachodniej części Mrzeżyna, granice osiedla „Za Regą” stanowią od północy – brzeg morza, od wschodu i południa – rzeka Rega, od zachodu – jednostka wojskowa. Osiedle jest położone w obrębie geodezyjnym Mrzeżyno 2.

## Środowisko naturalne

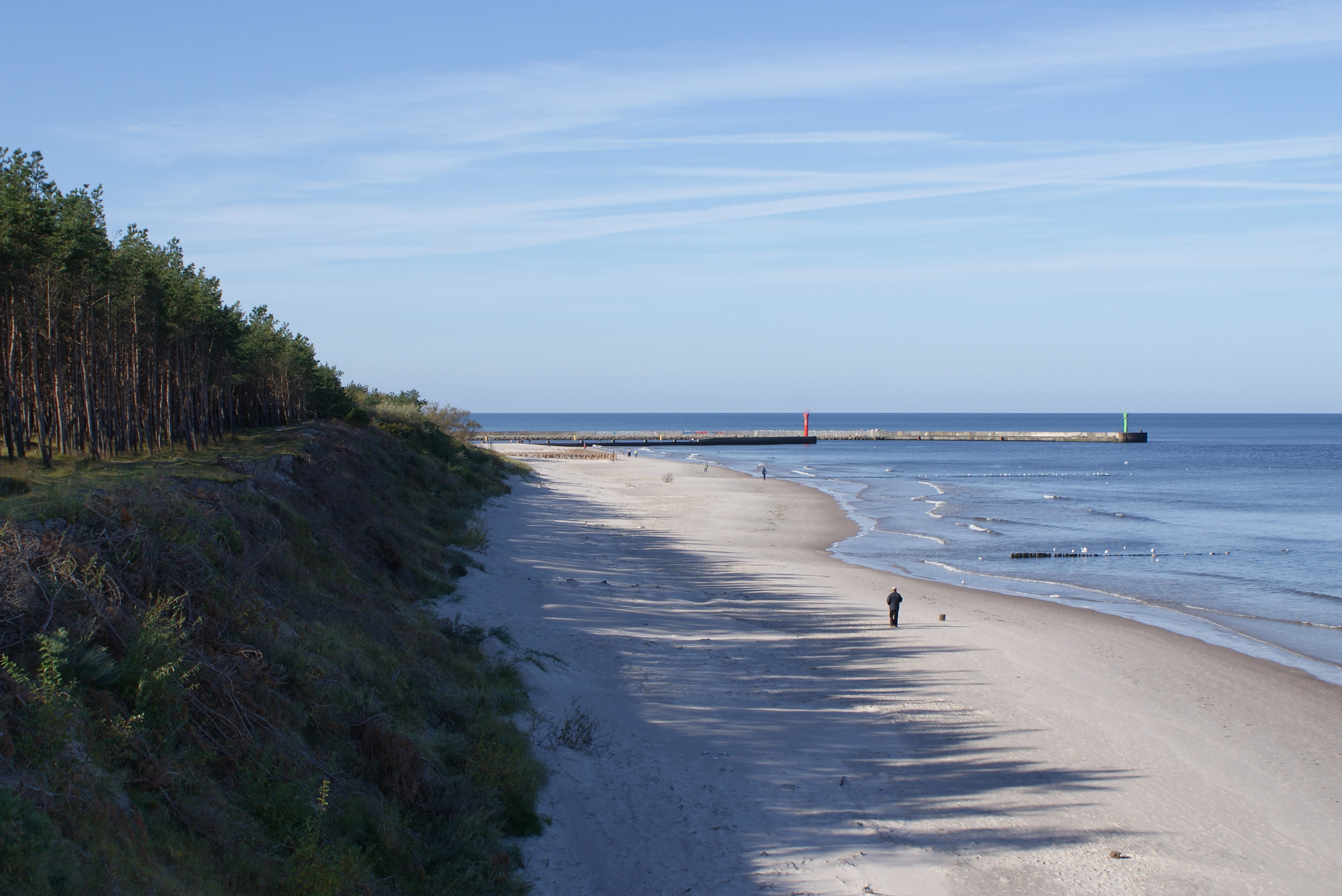
Fragment wschodniej plaży i wydma nadmorska

### Ukształtowanie terenu
Ukształtowanie powierzchni jest zróżnicowane – wysokość terenów mieszkalnych kształtuje się od 1,0 do 2,1 m n.p.m., a samo centrum Mrzeżyna od 1,2 do 2,3 m n.p.m. Wydmy nadmorskie mają wysokość od 3,0 do 5 m n.p.m. po stronie wschodniej koryta rzeki i nawet do 10,0 m n.p.m. po stronie zachodniej.
Brzeg wydmowy w Mrzeżynie cechuje postępująca abrazja, która doprowadziła do całkowitego rozmycia wydmy przedniej we wschodniej części Mrzeżyna. Tereny ośrodków oddziela od brzegu pas lądowych utworów eolicznych porośniętych przez bór sosnowy o szerokości 100–150 m. Obszar wybrzeża bliżej ujścia Regi, gdzie niszczona wydma ma 8–9 m wysokości – na zapleczu położona jest zabudowa dawnej wioski rybackiej.
Pod względem geologicznym Mrzeżyno znajduje się w strefie utworów jury dolnej.

### Klimat

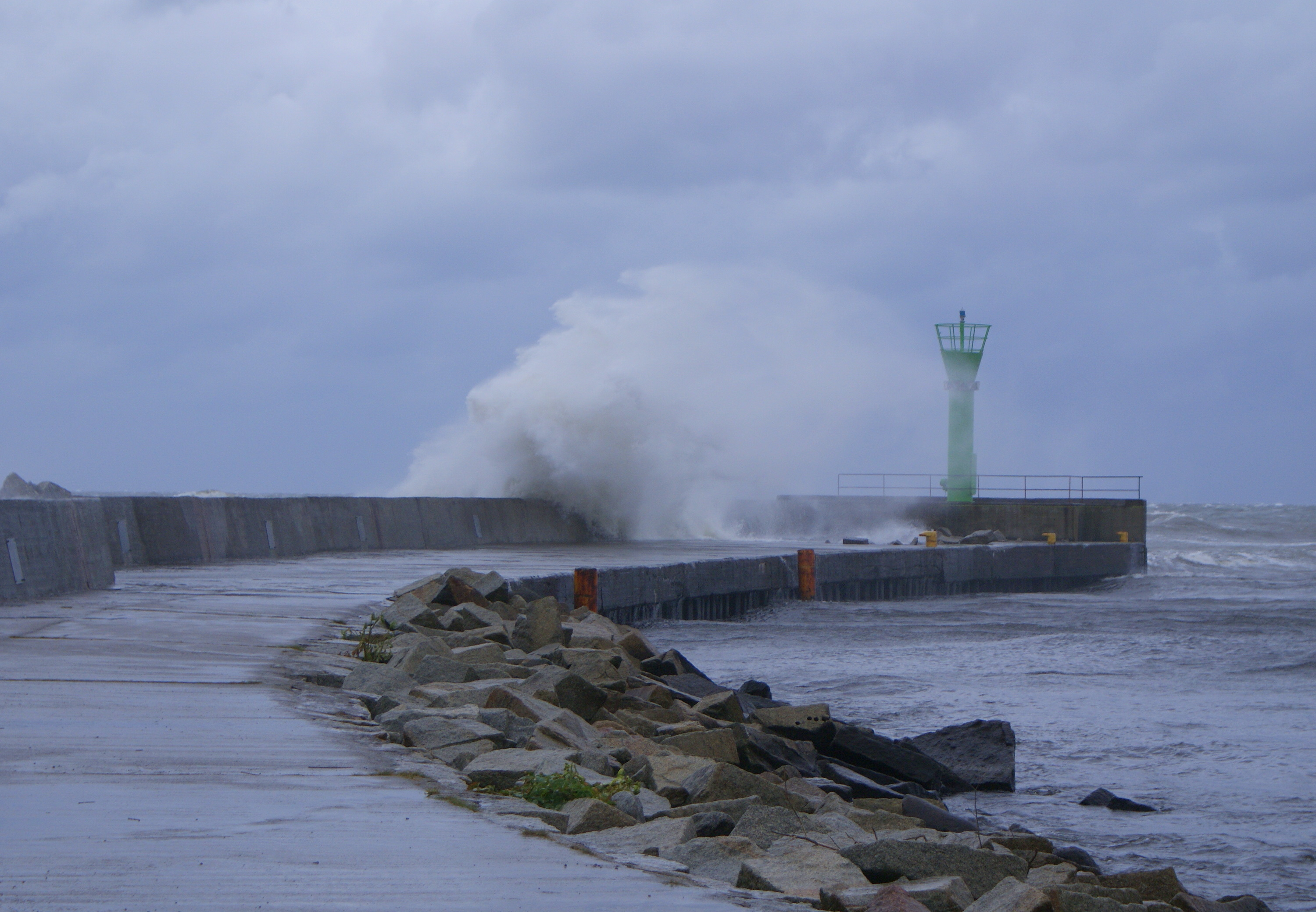
Zachodni falochron portowy podczas silnego wiatru

Mrzeżyno znajduje się w strefie klimatu kształtującego się pod silnie dominującym wpływem Morza Bałtyckiego oraz w strefie klimatu o przewadze silnie modyfikujących wpływów Oceanu Atlantyckiego.
Decydujący wpływ na mikroklimat tego obszaru ma Morze Bałtyckie, a w szczególności na zawartość w powietrzu – głównie na plażach – korzystnego dla zdrowia aerozolu, składającego się m.in. z cząsteczek soli oraz jodu. Aerozol morski występuje na przestrzeni 200 m w głąb lądu, a największe jego stężenie jest na plaży. Ma on zdolność przenikania do najdalszych odcinków dróg oddechowych, czym tłumaczy się jego korzystne działanie w schorzeniach tych dróg.

### Stosunki wodne

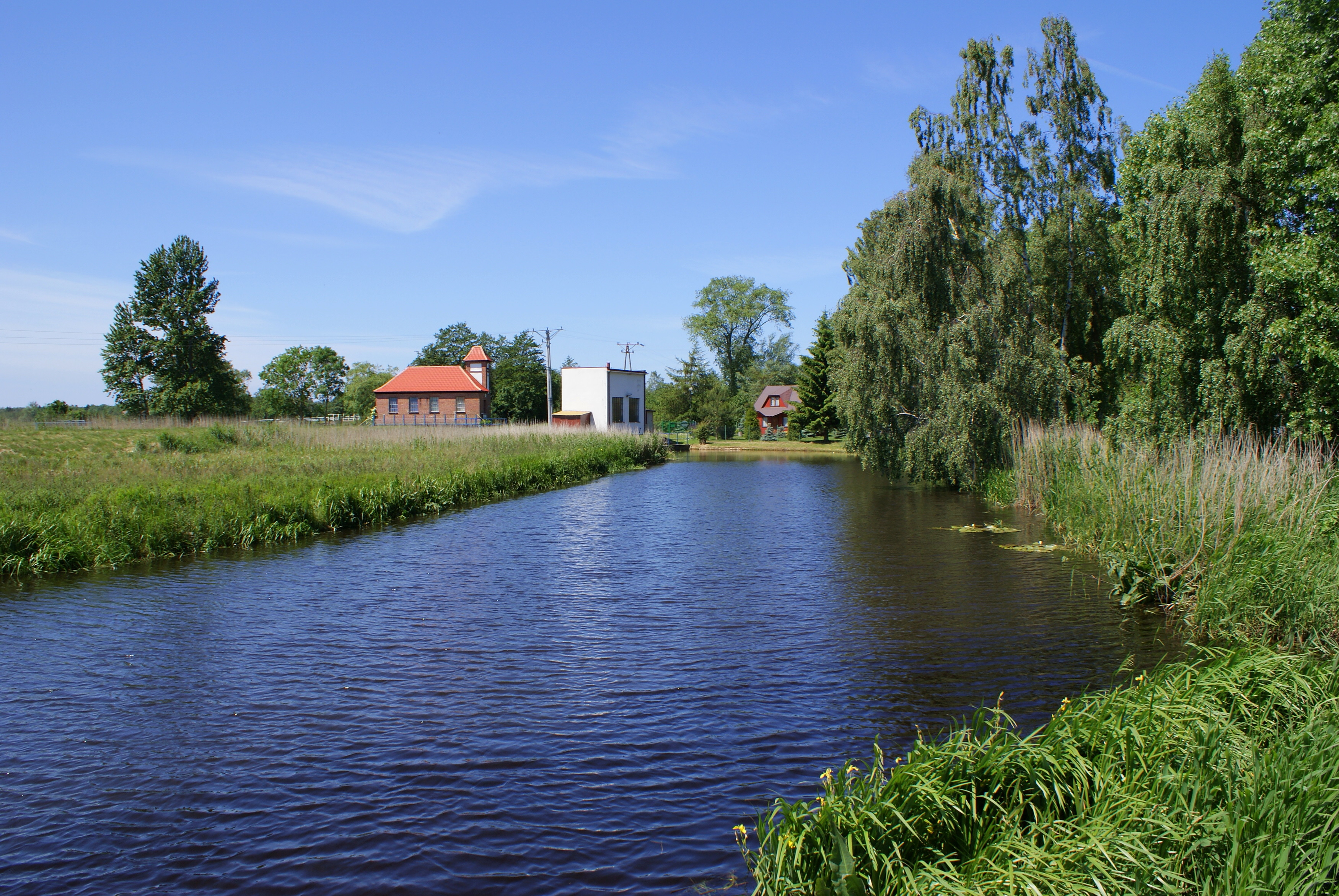
Stara Rega przy stacji pomp

Mrzeżyno jest położone u ujścia rzeki Regi, która stanowi oś hydrologiczną miejscowości. Tereny nadmorskie należą do zlewni przymorza Bałtyku. Przy południowo-zachodniej części Mrzeżyna znajduje się stacja pomp „Mrzeżyno III”, która reguluje poziom wód w Kanale Mrzeżyno III oraz jego polderze. Przy południowej części prawobrzeżnego Mrzeżyna znajduje się stare koryto Stara Rega, która łączy Regę i jezioro Resko Przymorskie. Jednak wschodnia część wód jest przepompowywana w stacji pomp „Rogowo” do jeziora, a zachodnie wody przez stację pomp „Mrzeżyno-2” do rzeki Regi. Pod Mrzeżynem do Starej Regi uchodzi także struga Zgniła Rega.

### Przyroda
Teren wokół miejscowości należy do Trzebiatowsko-Kołobrzeskiego Pasa Nadmorskiego, będącym specjalnym obszarem ochrony siedlisk programu Natura 2000. Znajduje się w nim także basen portowy, pas lasu nadmorskiego i lewobrzeżna część miejscowości.
Na zachód i południe od Mrzeżyna rozciąga się obszar specjalnej ochrony ptaków „Wybrzeże Trzebiatowskie”.

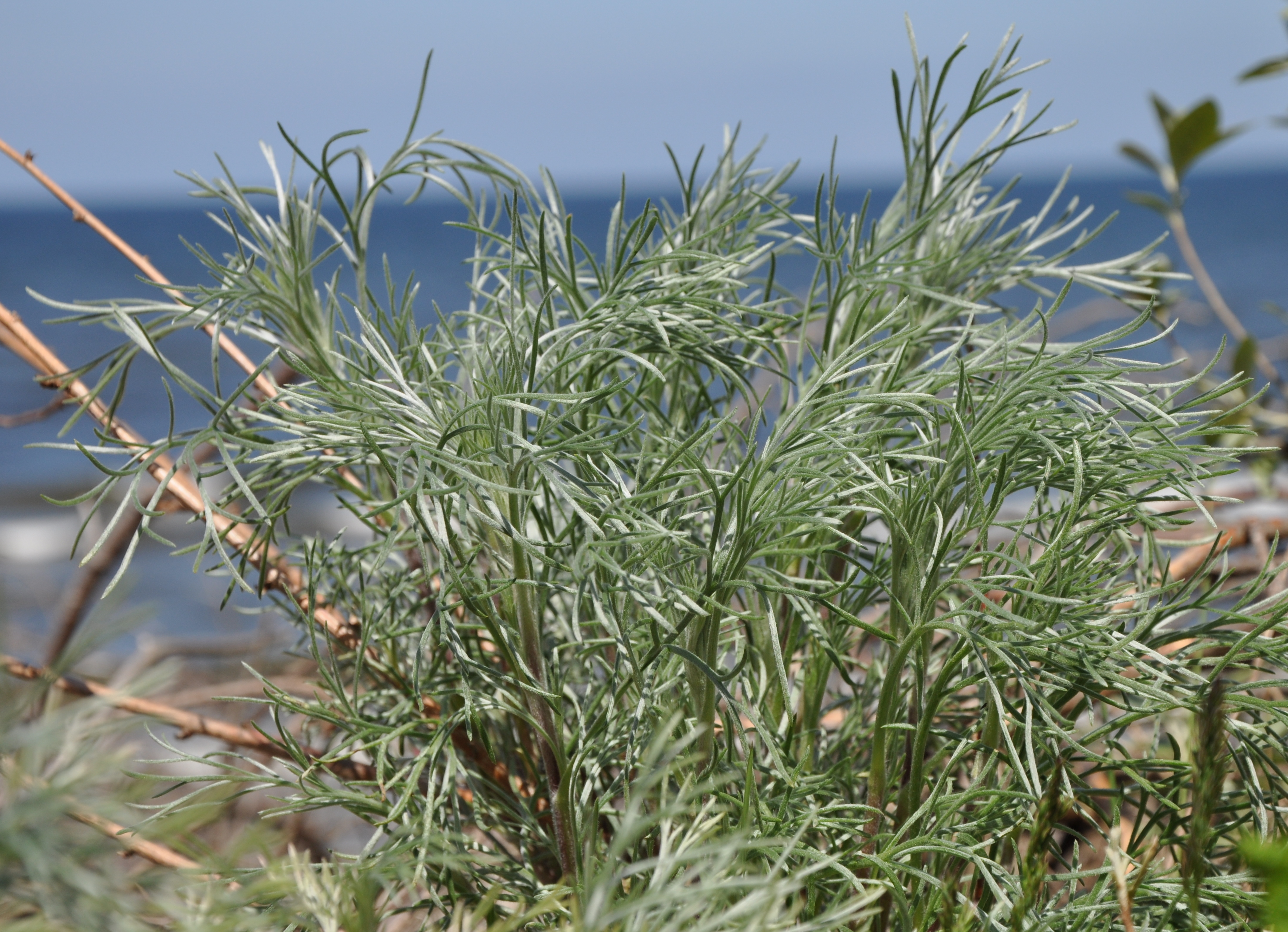
Bylica polna w odmianie nadmorskiej

W okolicy Mrzeżyna występuje jeden z lepiej zachowanych fragmentów wybrzeża wydmowego. Wydmy ustabilizowane są porastającymi je borami bażynowymi, a w zagłębieniach między nimi znajdują się fragmenty lasów bagiennych i łęgowych, częściowo na podłożu torfowym.
Szczególnie cenne są tutejsze fragmenty boru bażynowego. Są one wykształcone typowo na zachowanym w stanie naturalnym siedlisku i obfitują w liczne gatunki roślin chronionych i rzadko spotykanych, takich jak: tajęża jednostronna, bagno zwyczajne, bażyna czarna, borówka bagienna, paprotka zwyczajna, wiciokrzew pomorski, turzyca piaskowa, widłak goździsty oraz cenne gatunki porostów i grzybów owocnikowych. We zachodniej części miejscowości utworzono rezerwat leśny „Nadmorski bór bażynowy w Mrzeżynie”, którego celem ochrony przyrody jest zachowanie w pełni wykształconego zbiorowiska leśnego boru bażynowego na typowym siedlisku wydm nadmorskich.
Źródło z 1962 roku podaje, że w podszyciu niewielkiego lasku olszynowego przy ujściu Regi (zach.) występują zarośla woskownicy europejskiej, wiciokrzewu pomorskiego oraz pojedyncze stanowiska paproci długosza królewskiego.
Pod leśniczówką w Mrzeżynie rośnie jodła pospolita o wysokości 24 m i obwodzie 2,50 m, która została zaproponowana do uznania za pomnik przyrody. Około 3,5 km na południowy wschód od miejscowości znajduje się rezerwat florystyczny Roby.
Obszary nadmorskie są strefami faunistycznymi, gdzie bytuje wiele zwierząt morskich wykorzystujących tutejsze tereny podmokłe, rzekę czy jezioro Resko Przymorskie jako miejsce wędrówek i rozrodu. W okresie migracji ptaków przeprowadzono obserwacje ornitologiczne koło Mrzeżyna – ich wynikiem jest lista ptaków obejmująca 25 gatunków, w tym 11 to ptaki zagrożone wyginięciem. Bezpośrednio na mrzeżyńskiej plaży i w porcie najwięcej jest mew oraz rybitw.
W wyniku badań w latach 1994–2001 polskiej strefy przybrzeżnej Morza Bałtyckiego do 3 mil morskich od Mrzeżyna, stwierdzono występowanie rogowca bałtyckiego (Macoma balthica). W obszarze tym był on dominującym gatunkiem małża względem omułka jadalnego (Mytilus edulis) – małża dominującego nad Zatoką Pomorską, a którego występowania tutaj nie stwierdzono w lipcu 1993 roku. Rogowiec występował w morzu w odległości 0,5 mili morskiej od ujścia Regi, a także w odległości od 1,5 do 3,0 NM.

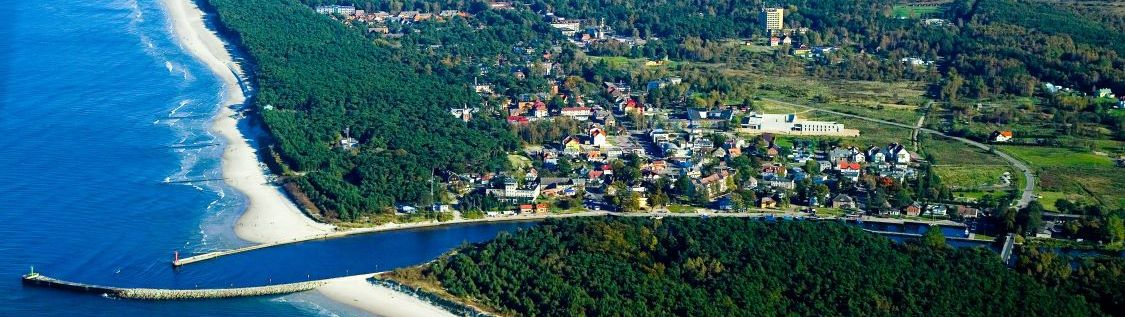
Widok z lotu ptaka na port i wschodnią część Mrzeżyna

## Działalność turystyczna

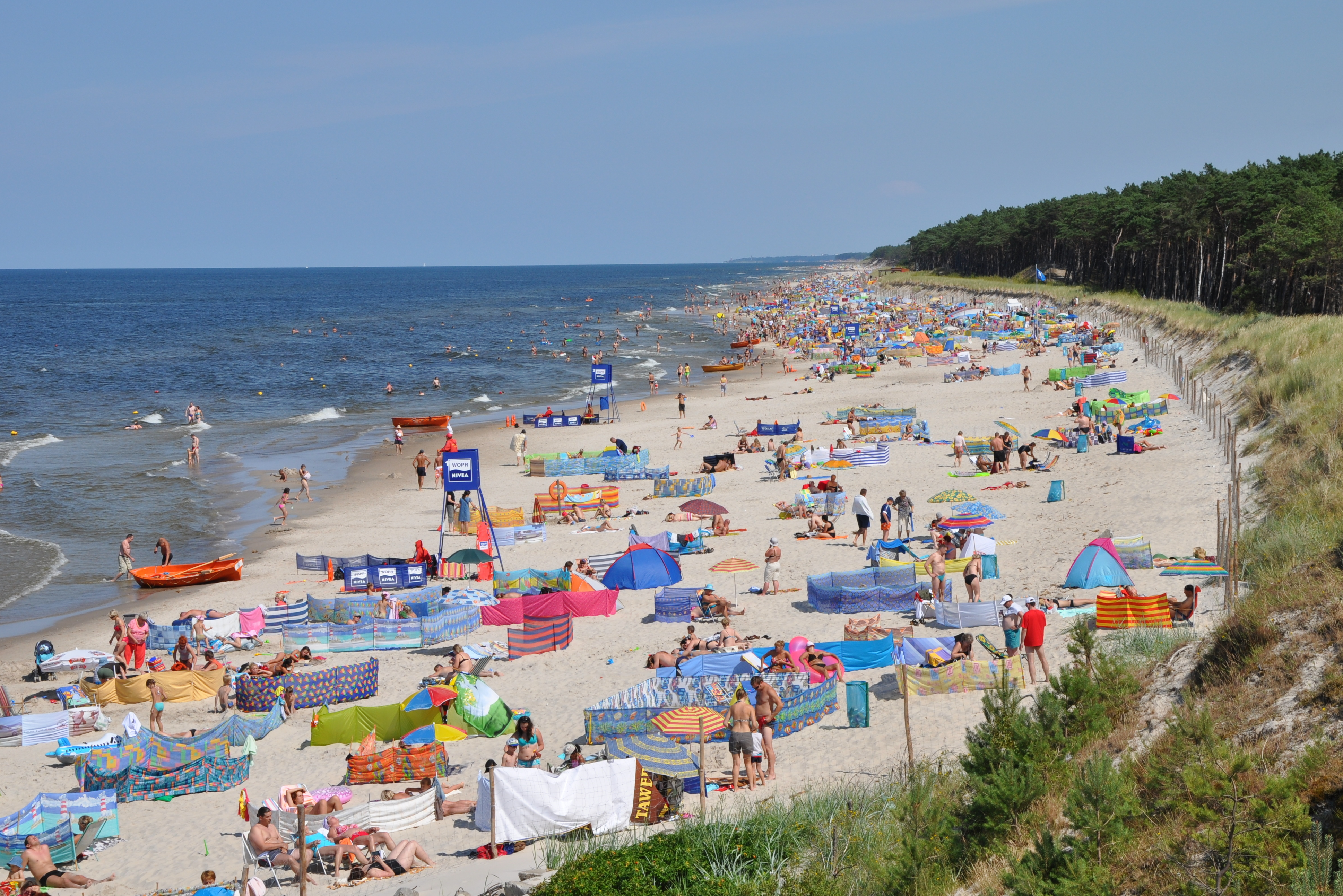
Kąpielisko na plaży (przełom lipca i sierpnia 2010)

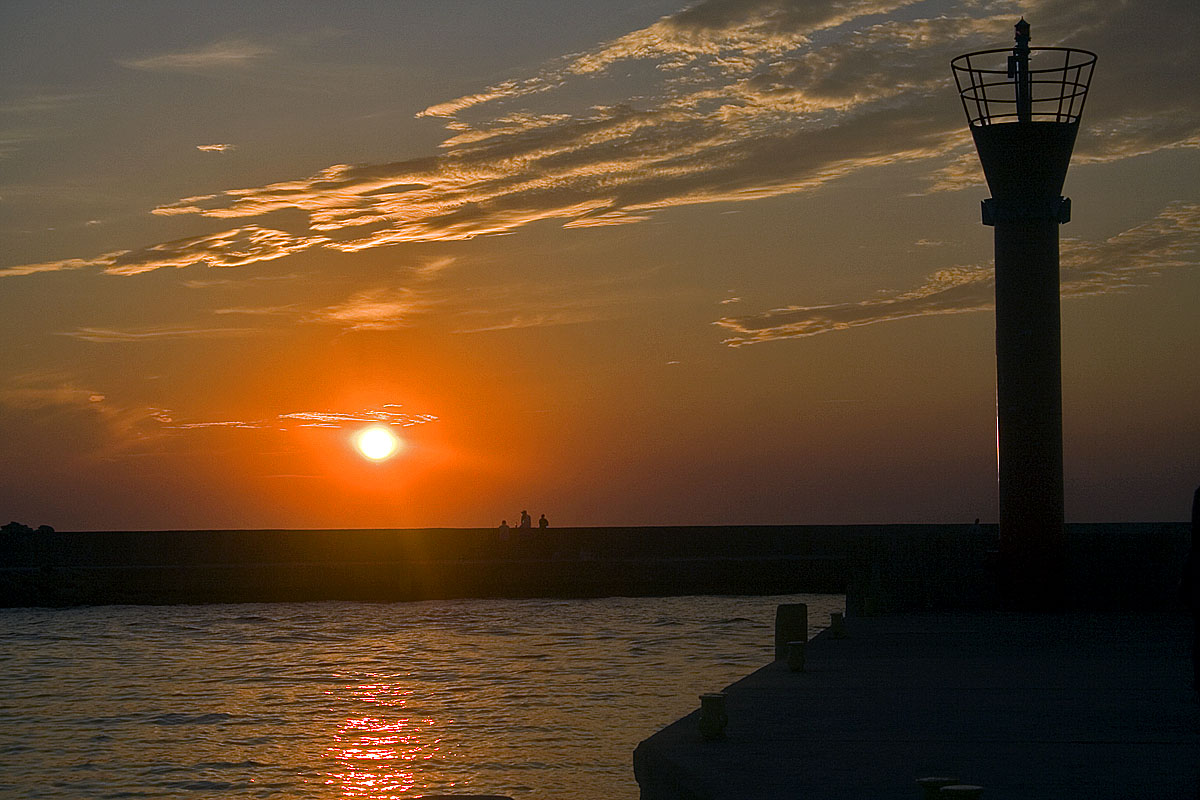
Zachód słońca w porcie

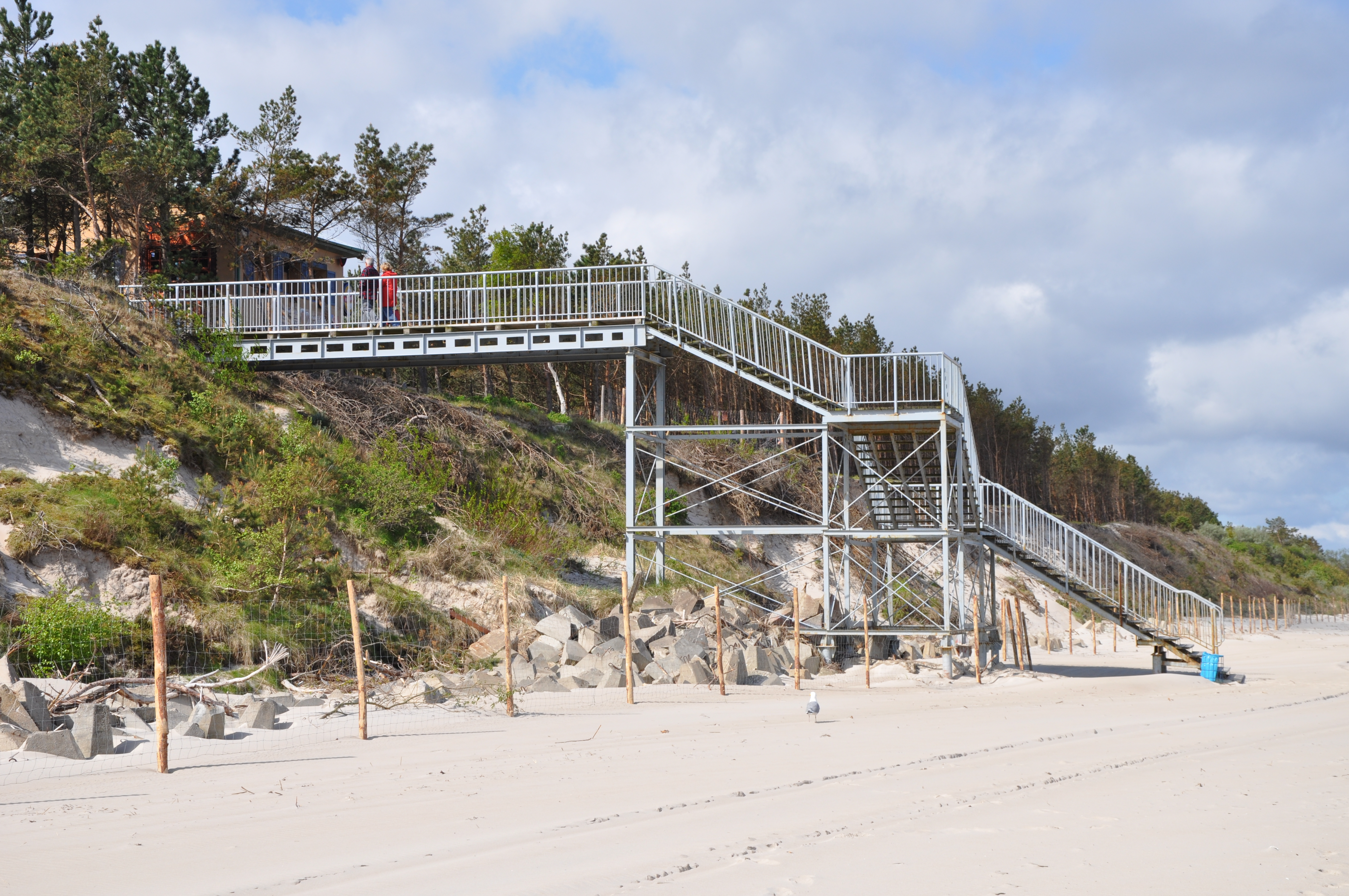
Najwyższe zejście na plażę

Co roku latem z powodu walorów krajoznawczych i wypoczynkowych Mrzeżyno odwiedza duża liczba turystów i osób przyjeżdżających nad Morze Bałtyckie. Miejscowość specjalizuje się w przyjmowaniu określonej grupy turystów tj. określa się je jako spokojny ośrodek rozwoju turystyki rodzinnej. Walorami turystycznymi miejscowości są: położenie nad morzem, ujście rzeki, mikroklimat nadmorski, piaszczyste plaże, port morski, bory bażynowe, możliwość wędkowania.
Do atrakcji turystycznych w Mrzeżynie można zaliczyć: falochrony portowe, pomnik Zaślubin Polski z morzem, a także neoromański kościół z 1912 roku.
W okresie letnim są organizowane niewielkie imprezy kulturalne, w których uczestniczą wypoczywający w miejscowości turyści. Większość imprez ma związek z nadmorskim położeniem i odbywa się w porcie bądź na mrzeżyńskiej plaży.
Do aktywnych form spędzania czasu w miejscowości należą spływy kajakowe rzeką z Trzebiatowa, a także wykorzystanie okolicznych lasów na spacery i wycieczki rowerowe.
W mrzeżyńskim porcie organizowane są rejsy po morzu statkiem pasażerskim, specjalistyczną łodzią typu RIB (ang. Rigid Inflatable Boats) oraz jachtem po morzu i wycieczki po Redze.
Poza okresem letnim w Mrzeżynie można zaobserwować sztormy.
Mrzeżyno oferuje możliwość wędkowania na morzu, nad rzeką oraz na pobliskim jeziorze Resko Przymorskie.
Mrzeżyno posiada 1 kąpielisko: Mrzeżyno „Wschód”, które jest otwarte od 25 czerwca do 31 sierpnia. Od 2014 r. kąpielisko Mrzeżyno „Zachód” jest zamknięte.
Kąpielisko Mrzeżyno Wschód ma 2 zejścia na plażę. Na zachodnią plażę można wejść przy zachodnim falochronie portowym. Kąpielisko Mrzeżyno Wschód jako jedno z nielicznych w Polsce w sezonach 2005–2007, 2009–2014 zostało wyróżnione Błękitną Flagą – potwierdzającą najwyższą dbałość o bezpieczeństwo plażowiczów, środowisko oraz jakość wody. W 2013 r. nieczynne kąpielisko Mrzeżyno Zachód spełniało wytyczne wymogi jakościowe dla wody w kąpielisku Unii Europejskiej, natomiast kąpielisko Mrzeżyno Wschód spełniało obowiązkowe wymogi jakościowe.
Od 2020 r. w Mrzeżynie działa duży całoroczny, otwarty dla gości z zewnątrz Aquapark Hotel Zalewski.
Znajduje się tu rozwinięta baza noclegowa, m.in.: miejsca noclegowe, pensjonaty, ok. 40 ośrodków wypoczynkowych. W sezonie letnim otwierana jest duża liczba sklepów, lokali gastronomicznych i usługowych. Co roku na 2 miesiące stawiane jest wesołe miasteczko. W Mrzeżynie znajdują się 2 gminne kempingi z polami namiotowymi oraz karawaningowymi – Camping Portowy o powierzchni 2,5 ha z 100 miejscami oraz Camping 193 „Rega” o powierzchni 2,5 ha z 100 miejscami.
Przez miejscowość przechodzą dwa szlaki turystyczne:
- R10 Szlak Wokół Bałtyku. W Polsce wytyczony wzdłuż południowego wybrzeża Bałtyku m.in. z Niechorza przez Trzebiatów, Nowielice, Roby drogą powiatową przechodzi przez Mrzeżyno następnie do Rogowa, Dźwirzyna i do Kołobrzegu.
- Szlak Nadmorski im. Czesława Piskorskiego, będący częścią europejskiego długodystansowego szlaku pieszego E9, przechodzi podobnie jak szlak rowerowy z Trzebiatowa do Mrzeżyna następnie w kierunku Kołobrzegu.

Tablice z planem Mrzeżyna ustawione są przy przystankach autobusowych. Najbliższy punkt informacji turystycznej znajduje się w Trzebiatowie.

## Zabudowa miejscowości

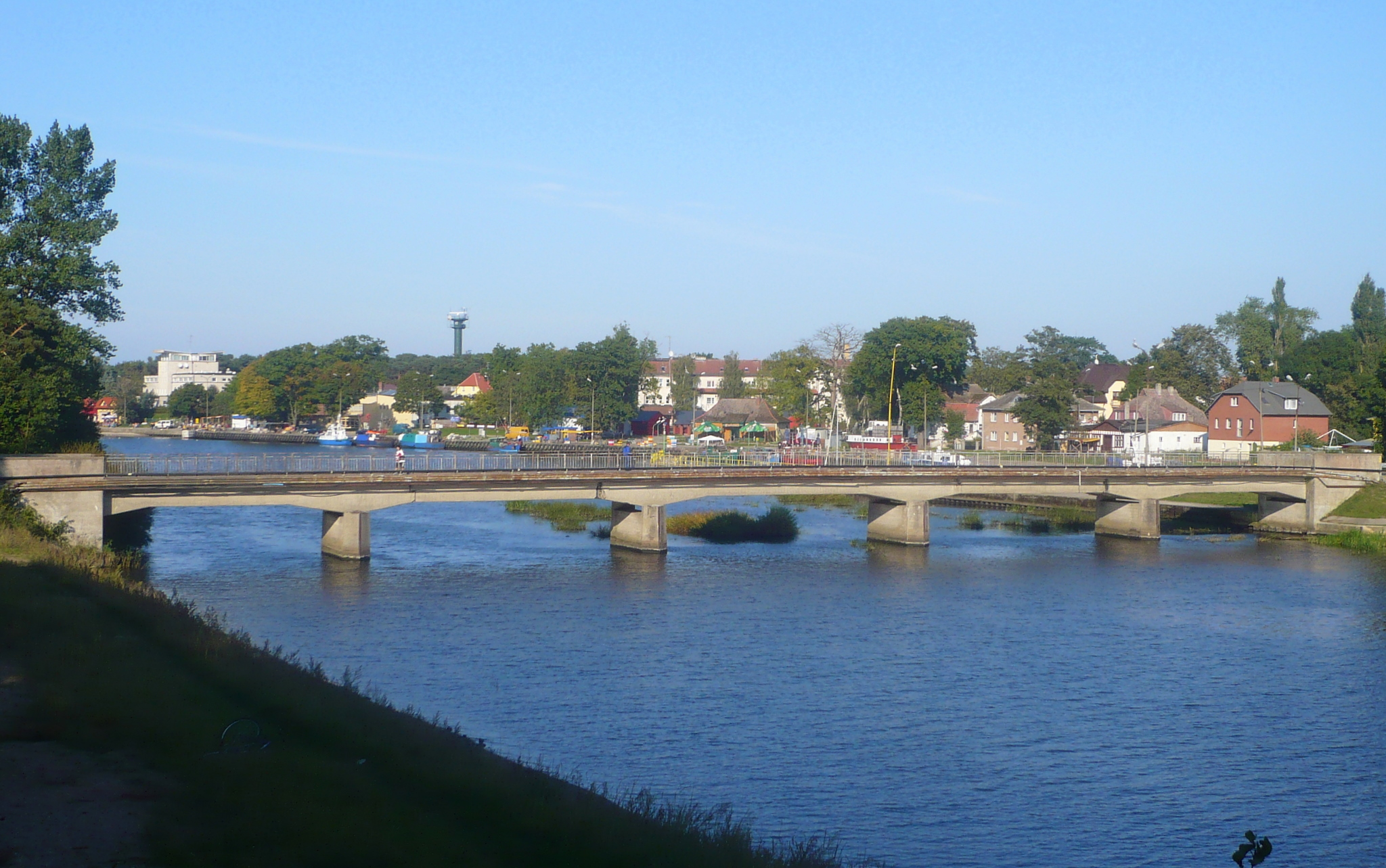
Most nad Regą

Większa część zabudowy mieści się we wschodniej części miejscowości, gdzie zlokalizowana jest infrastruktura portowa, zabudowa turystyczna oraz domy mieszkalne. Obszar zabudowy oddziela od brzegu pas lądowych utworów eolicznych porośniętych lasem ochronnym. Oś zabudowy wschodniego Mrzeżyna stanowi ulice: Tysiąclecia Państwa Polskiego, Kołobrzeska oraz Trzebiatowska. W zachodniej części znajduje się osiedle domów i małych bloków mieszkalnych. Około 0,5 km za osiedlem w lesie mieści siedziba leśnictwa Mrzeżyno. Około 1,5 km na zachód od osiedla zlokalizowana jest jednostka wojskowa oraz obiekty militarne. Wschodnia i zachodnia części Mrzeżyna połączone są mostem betonowym.
Mrzeżyno scharakteryzowano jako późnośredniowieczną wieś rybacką z portem, która od końca XIX wieku jest przebudowywana na funkcje wypoczynkowe. W latach 30. XX wieku miejscowość była rozbudowywana o założenie wojskowe po zachodniej stronie ujścia Regi. Przy ul. Zabytkowej 4 znajdował się jedyny zabytek, szachulcowa chata (dom) rybacka kryta strzechą z końca XVIII wieku, przebudowany w latach 20. XX wieku, lecz na początku XXI wieku został on wyburzony, a na jego miejscu powstał nowy budynek.

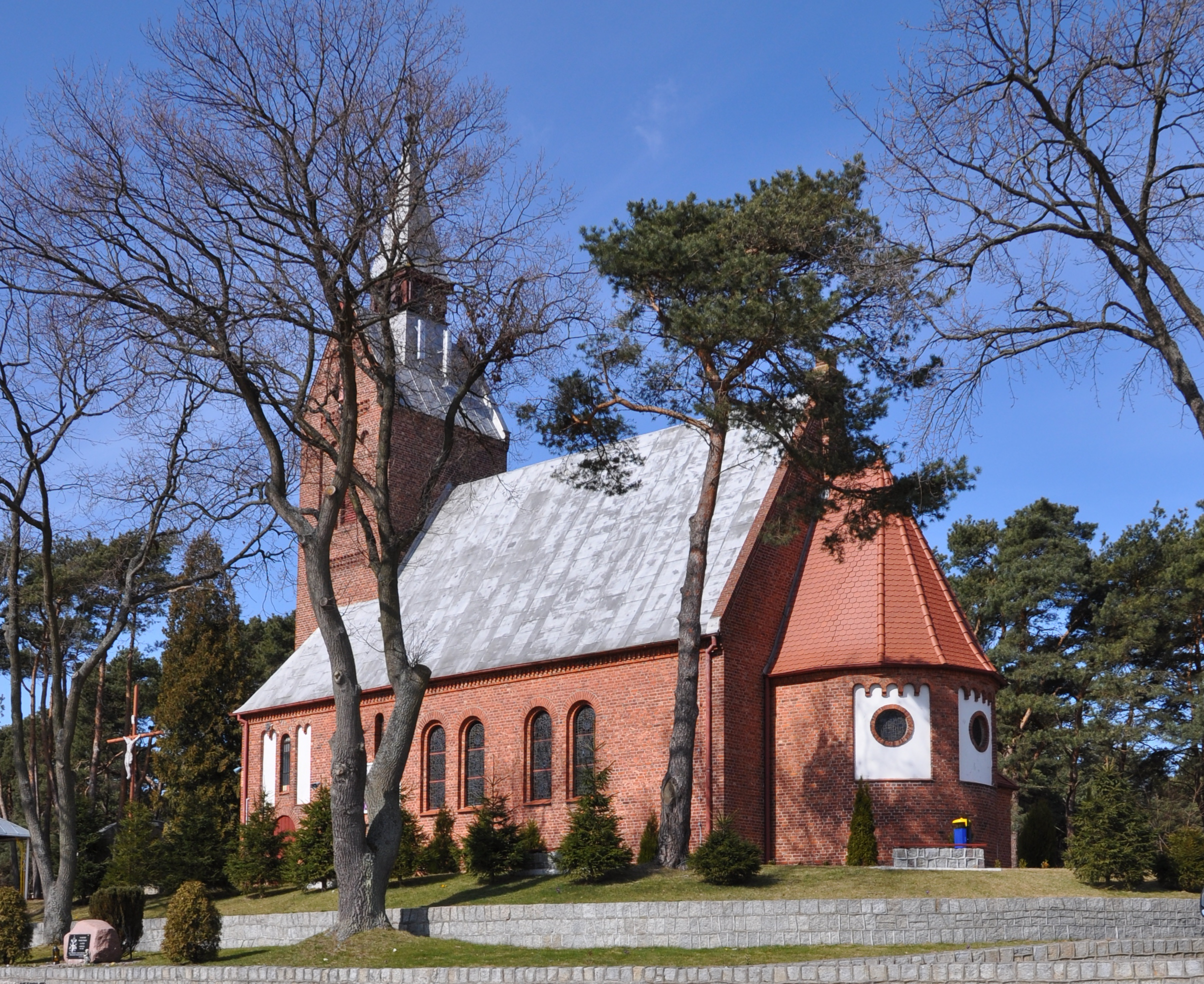
Kościół Św. apostołów Piotra i Pawła

Jednym z najstarszych obiektów w Mrzeżynie jest neoromański kościół parafialny pw. Św. apostołów Piotra i Pawła, zbudowany z czerwonej cegły w 1912 roku przez niemieckich ewangelików. Ozdobą wnętrza kościoła są mozaiki z tłuczonego szkła o tematyce związanej z morzem oraz patronami kościoła. Budowla postawiona jest na niewielkim wzniesieniu przy ulicy Nadmorskiej, która oddziela zabudowania Mrzeżyna od pasa nadmorskiego porośniętego lasem sosnowym.
W miejscowości znajduje się budynek dawnej stacji ratowniczej, wybudowanej w połowie XIX wieku, która należała do Bremeńskiego Towarzystwa ds. Ratowania Rozbitków, a po II wojnie światowej pełniła funkcję garażu dla łodzi Wojsk Ochrony Pogranicza. Obiekt ten w 2008 roku został zaproponowany przez przewodników PTTK na Muzeum Ratownictwa Brzegowego.
Najwyższym budynkiem w Mrzeżynie jest tzw. „Jubilatka” na ośrodku wczasowym, która posiada 11 pięter i znajduje się ok. 750 m od brzegu morza.

## Gospodarka

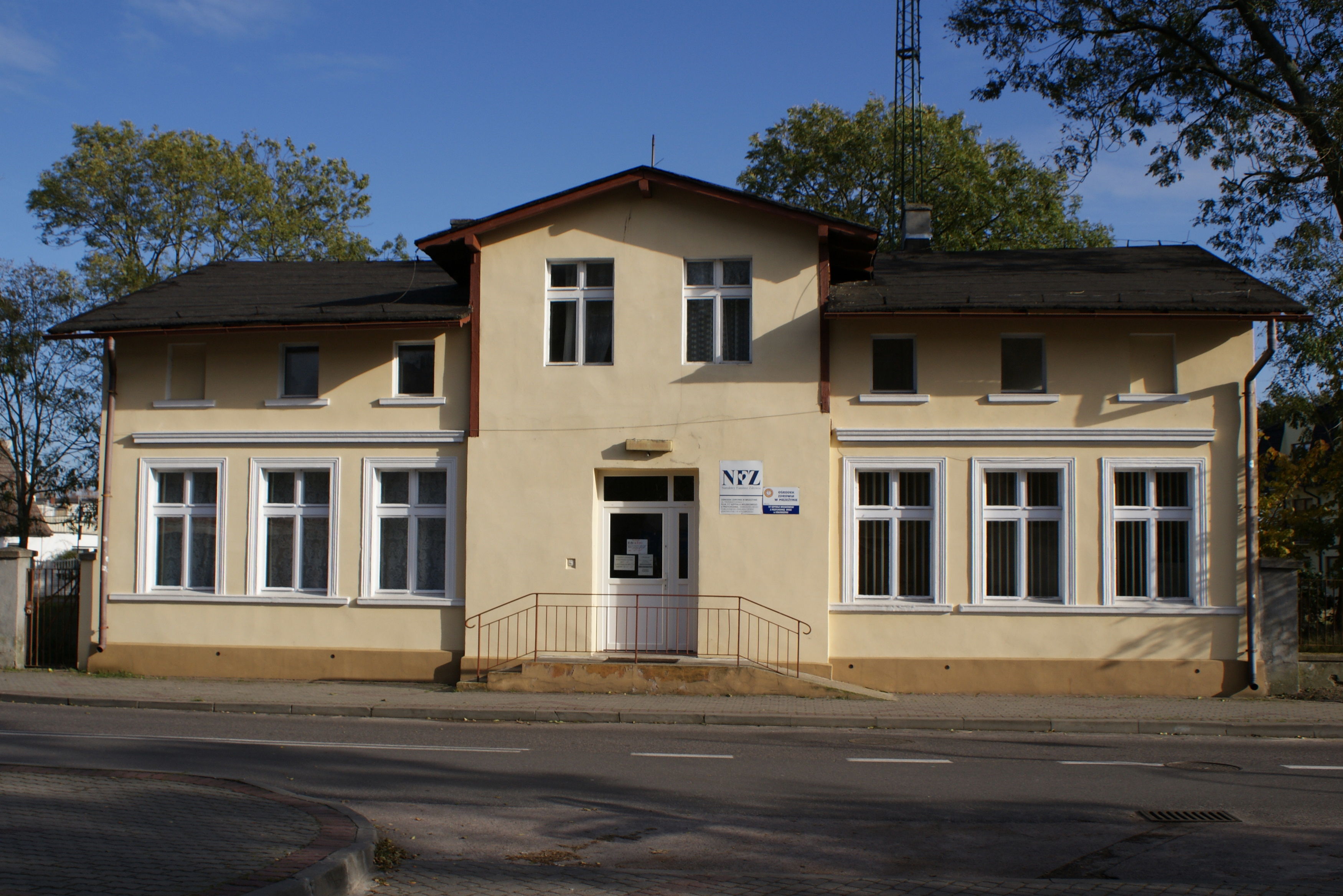
Ośrodek zdrowia

Mrzeżyno jest letniskiem z rozbudowaną bazą wypoczynkowo-noclegową. Prócz dominującej w okresie letnim funkcji turystyczno-wypoczynkowej miejscowość ze swoim portem morskim jest jedną z baz rybołówstwa morskiego. Ponadto osiedlem mieszkaniowym dla pobliskiej jednostki wojskowej.
W miejscowości znajduje się m.in. 2 ośrodki zdrowia, punkt apteczny, apteka, placówka pocztowa, filia banku spółdzielczego, małe kino, kwiaciarnia, 3 piekarnie, gimnazjum i szkoła podstawowa, 2 kempingi, ośrodek jazdy konnej, ośrodki wypoczynkowe, miejsca noclegowe.
W Mrzeżynie wyznaczono morskie przejście graniczne, lecz nie posiada ono punktu odpraw granicznych. Ponadto możliwy jest na nim tylko ruch towarowy. Jest ono wykorzystywane wyłącznie przez rybaków dokonujących odprawy celnej w Rewalu (placówce Straży Granicznej).

## Infrastruktura

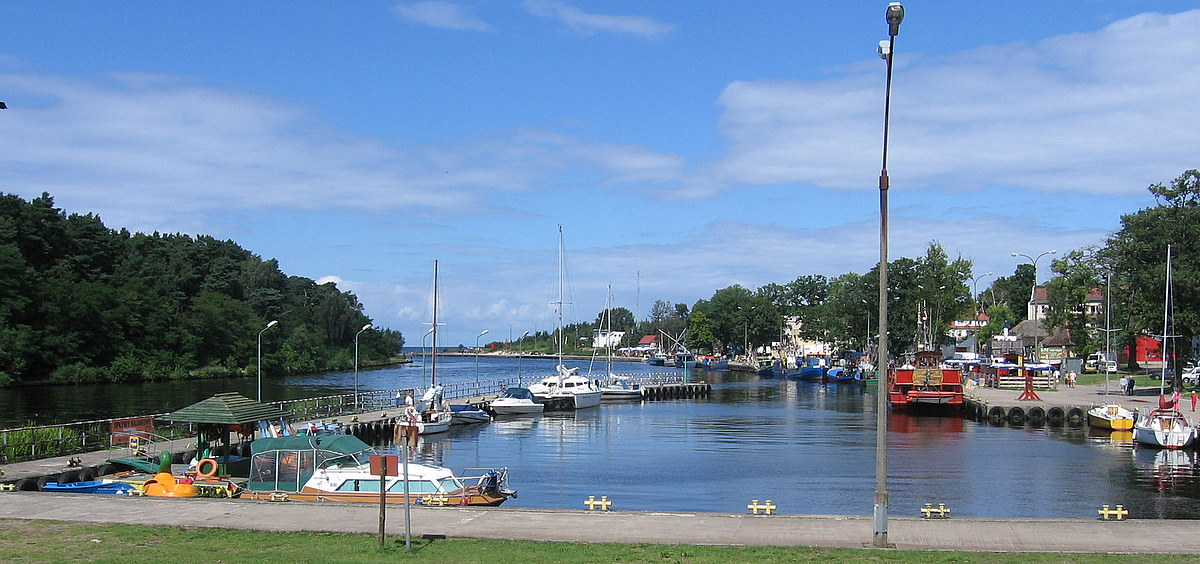
Przystań jachtowa portu morskiego Mrzeżyno

Port morski Mrzeżyno pozostaje do dyspozycji kilkunastu rybaków, którzy wykorzystują jedynie niewielki fragment nabrzeży. Port ma niepoprawny układ falochronów, co skutkuje tworzeniem się mielizny w porcie. Mimo szerokiego kanału wejściowego do portu (82 metry), do portu można zazwyczaj wpłynąć jedynie przy falochronie zachodnim.
Do portu mogą wchodzić jednostki o zanurzeniu do 3 metrów. Przystań jachtowa w Mrzeżynie może pomieścić do 40 jachtów.
Przemieszczający się piaszczysty odsyp przybrzeżny przy wewnętrznej stronie falochronu wschodniego powoduje powstanie niebezpieczeństwa stanięcia statku na mieliźnie. Miejscowi rybacy wiedzą jak unikać rozległej mielizny w porcie.

### Bezpieczeństwo

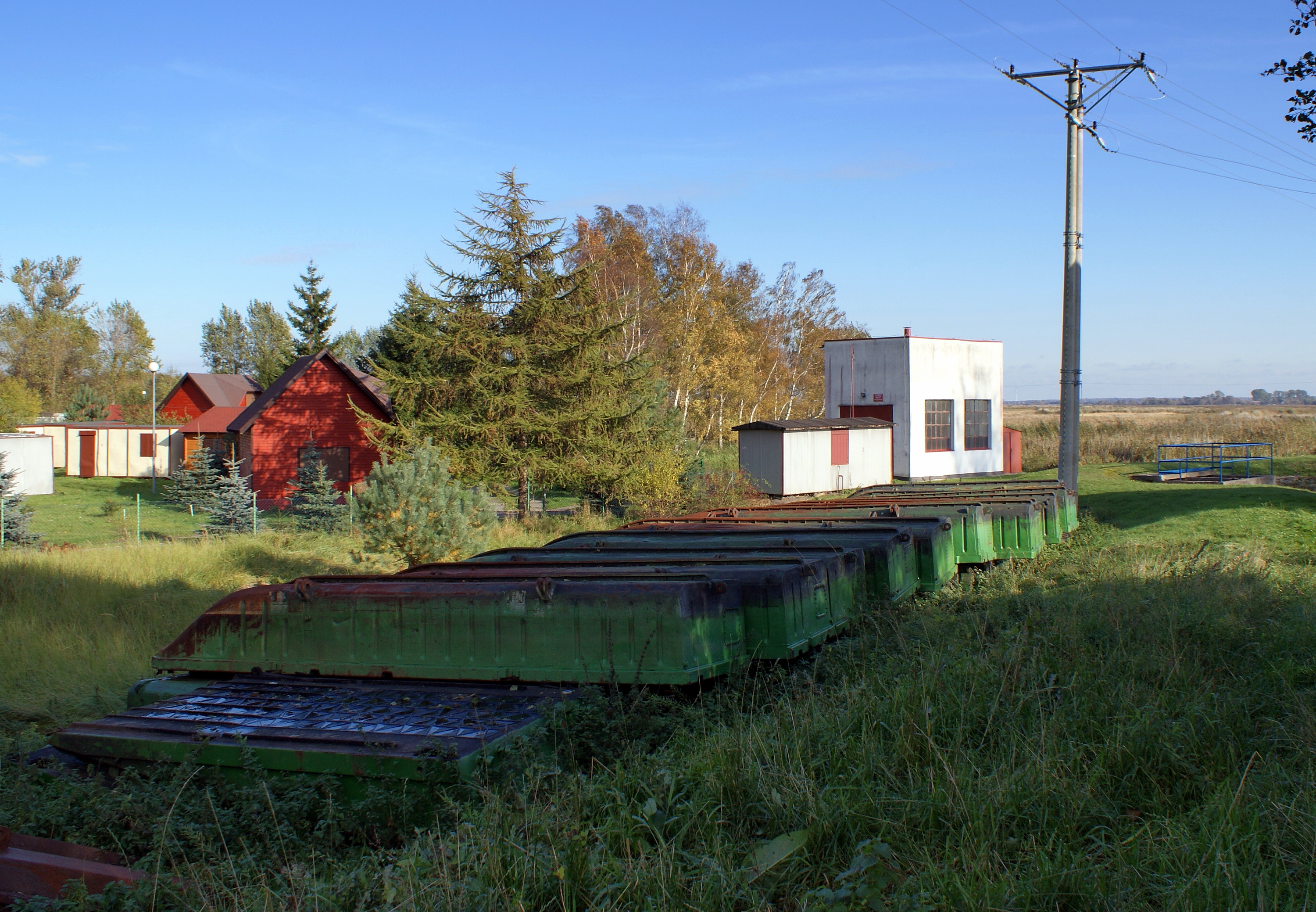
Baza Przeciwpowodziowa Województwa Zachodniopomorskiego

Miejscowość posiada letni posterunek policji. W Mrzeżynie działa jednostka Ochotniczej Straży Pożarnej włączona do krajowego systemu ratowniczo-gaśniczego. Jednostka posiada wóz bojowy GBA Star 244 i łódkę z silnikiem spalinowym.
Na zachód od Mrzeżyna znajduje się jednostka wojskowa 36 Dywizjonu Rakietowego Obrony Powietrznej. Bosmanat portu Mrzeżyno jest siedzibą obchodu ochrony wybrzeża. W mrzeżyńskim lesie znajduje się siedziba leśnictwa. W miejscowości mieści się Baza Przeciwpowodziowa Województwa Zachodniopomorskiego.

### Infrastruktura techniczna
Osada ma własne ujęcie wody, które zaopatruje w wodę całą miejscowość z czterech studni głębinowych. Mrzeżyno ma kanalizację sanitarną budowaną w latach 1998–2000. Ścieki spływają do głównej przepompowni przy ul. Trzebiatowskiej, skąd są tłoczone rurociągiem ok. 10 km do komunalnej oczyszczalni ścieków pod Trzebiatowem.
Mieszkańcy mają także dostęp do sieci gazowej. Prowadzona jest selektywna zbiórka odpadów – kontenery na plastik i szkło przy większych osiedlach, a zużyte baterie w zespole szkół.
W Mrzeżynie znajduje się 6 stacji bazowych sieci GSM, UMTS, LTE w 3 lokalizacjach.

## Transport

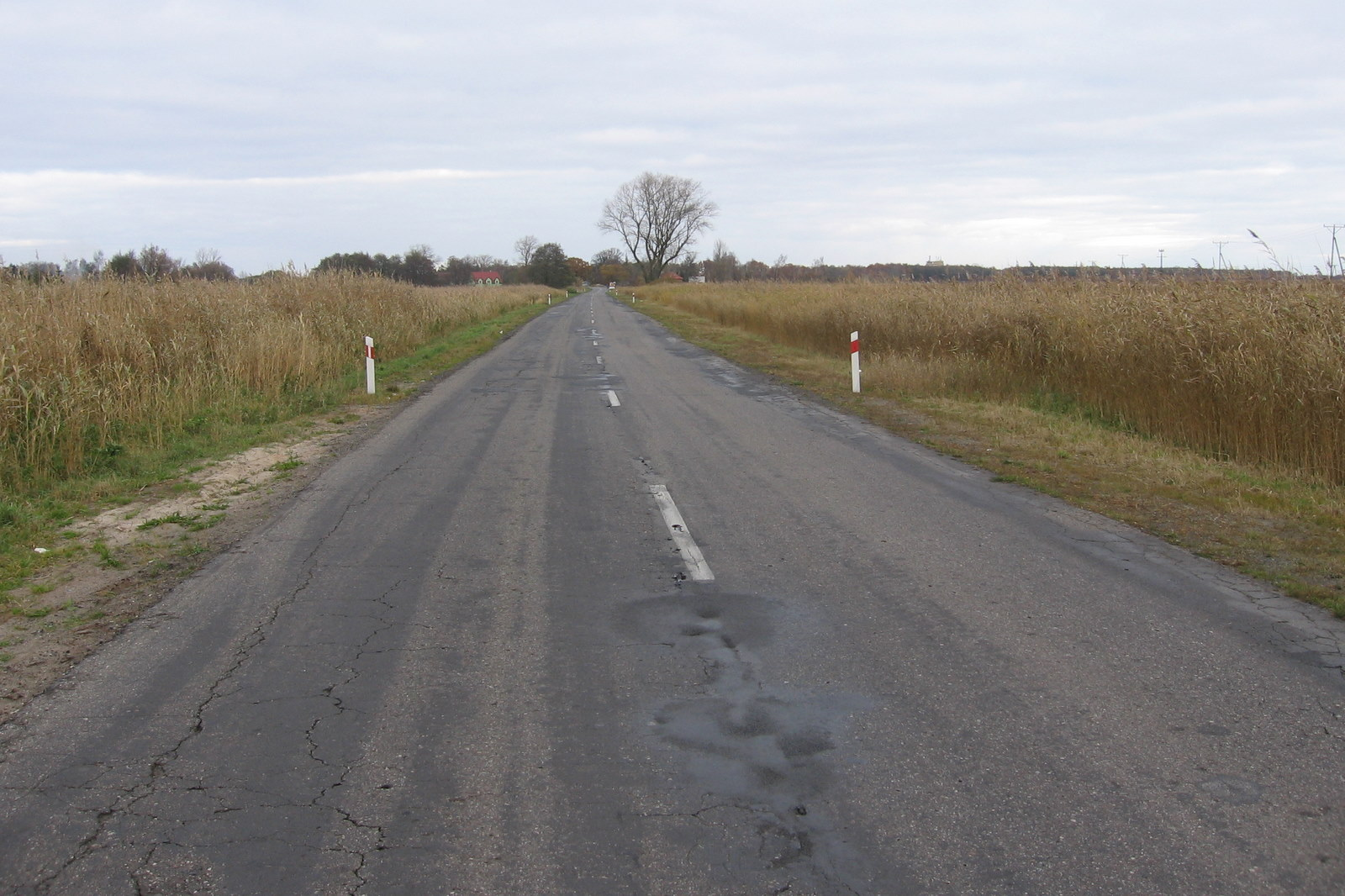
Droga wojewódzka nr 109 wiodąca do Mrzeżyna (2007)

Do miejscowości wiedzie droga wojewódzka nr 109, która łączy Mrzeżyno z siedzibą gminy oraz z drogą krajową nr 6. Z Mrzeżyna odchodzą także dwie drogi powiatowe: nr 0139Z do Bieczynka (13 km) oraz nr 0152Z do Kołobrzegu (18 km).
Znajdują się tu 2 pary przystanków autobusowych. Miejscowość łączą z Kołobrzegiem i Trzebiatowem kursy autobusów i busów. Z Trzebiatowa do Mrzeżyna można dojechać także taksówką. Mrzeżyno ma bezpośrednie połączenie autobusowe ze Szczecinem, Poznaniem i Warszawą, a w sezonie letnim kursuje linia do Katowic i Wrocławia.
Najbliższe stacje kolejowe mieszczą się w Trzebiatowie (11 km) i w Kołobrzegu (19 km). Najbliższe lotnisko to port lotniczy Szczecin-Goleniów, znajdujący się 81 km od Mrzeżyna.
W pasie drogi ulicy Tysiąclecia utworzono strefę płatnego parkowania, gdzie pobiera się opłaty za parkowanie od czerwca do sierpnia.

## Historia

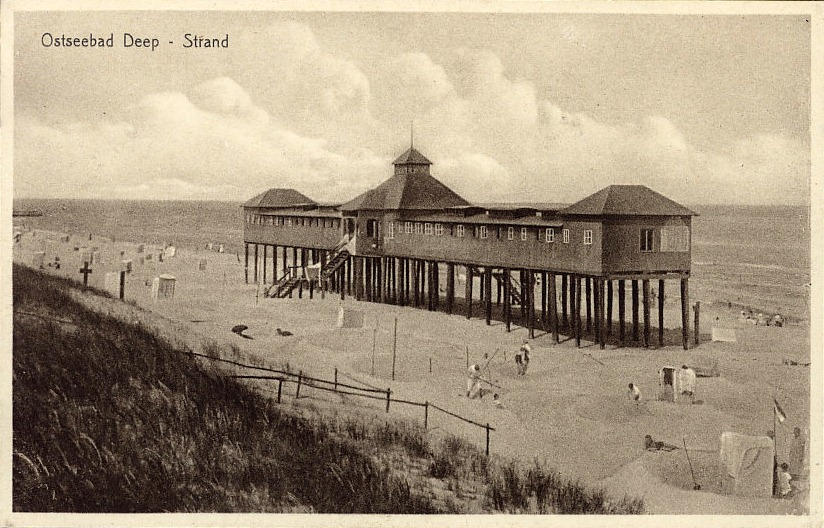
Pawilon plażowy przed 1945

Mrzeżyno od średniowiecza było związane z miastem Trzebiatów jako jego port handlowy i rybacki. Prawdopodobnie tutaj znajdowała się średniowieczna latarnia morska Regoujście. W roku 1457 trzebiatowianie przy współpracy klasztoru z Białoboków przekopali nowe, skrócone koryto rzeki Regi (z pominięciem jeziora Resko) w okolicy dzisiejszego Mrzeżyna i założyli tam nowy port. Z powodu zapiaszczenia od 1770 r. port stał się niedrożny dla większości statków, które były zmuszone stawiać kotwice na redzie. Od 1806 roku rozpoczął swoją działalność pierwszy Dom Zdrojowy; od 1840 roku Mrzeżyno było już znanym kąpieliskiem morskim. W 1912 r. doprowadzono linię kolei wąskotorowej z Trzebiatowa.
W 1925 roku Mrzeżyno miało 380 mieszkańców, a w ciągu roku w obiektach wypoczynkowych mieszkało ok. 2500 gości.

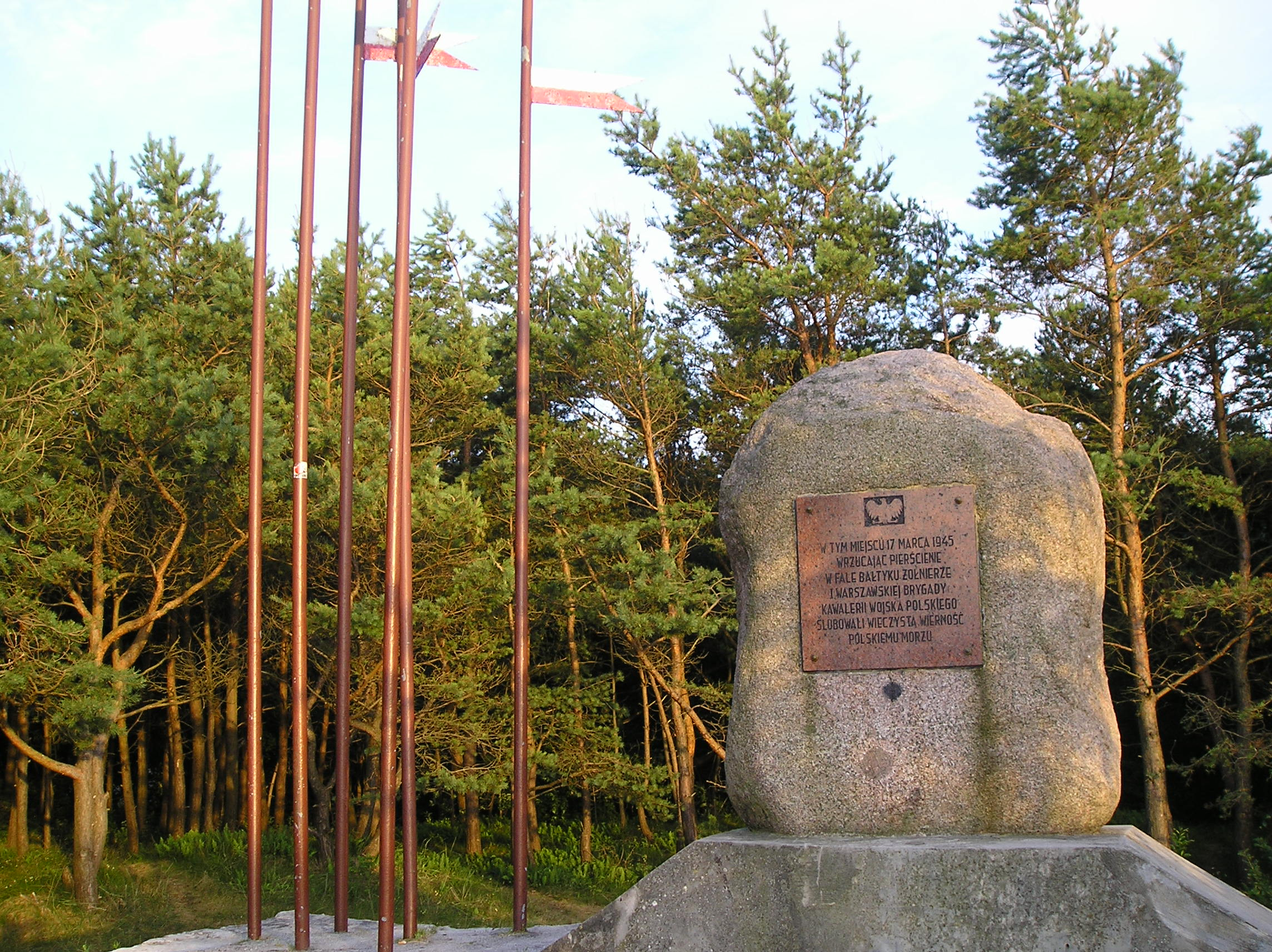
Pomnik Zaślubin Polski z morzem

17 marca 1945 roku miały tu miejsce pierwsze powojenne Zaślubiny Polski z morzem dokonane przez żołnierzy I Warszawskiej Brygady Kawalerii I Armii Wojska Polskiego. Miejscowość włączono do Polski, a dotychczasową ludność wysiedlono do Niemiec. W latach 1946–1998 miejscowość administracyjnie należała do województwa szczecińskiego. W latach 1945–1954 miejscowość była siedzibą gminy Mrzeżyno, a do lat 70. gromady. Od 1985 do 2011 roku na terenach leśnych na zachód od Mrzeżyna stacjonował 78 Pułk Rakietowy Obrony Powietrznej. Po rozwiązaniu jednostki w jej miejsce sformowano 36 Dywizjon Rakietowy Obrony Powietrznej.

## Toponimia

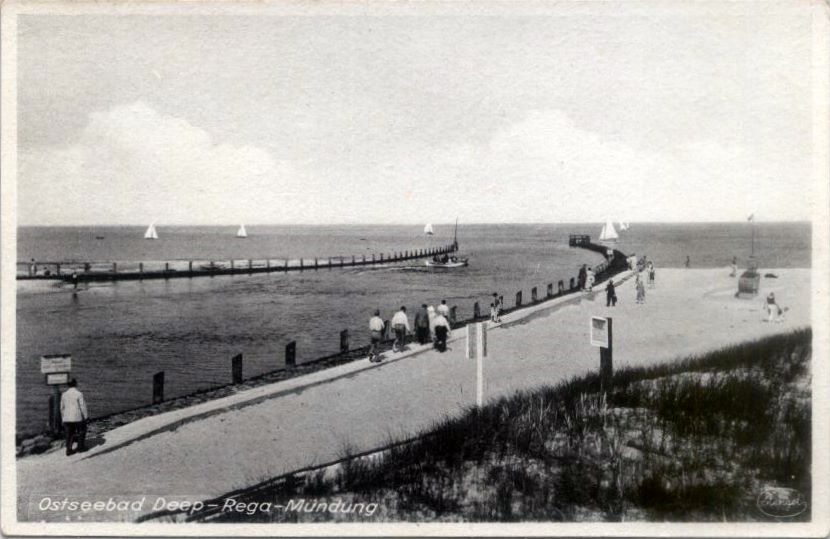
Przedwojenne ujście rzeki

Zostały odnotowane następujące nazwy osady: Depe (1547), Deep (1618), Treptowische Deep (1680), Treptowsche Deep (1789).
Inne źródła przedstawiają także nazwę Regamünde, czyli w dosłownym tłumaczeniu Regoujście.
Dawna niemiecka nazwa Deep pochodzi od średnio-wysoko-niemieckiego dep o znaczeniu ‘rzeka’, ‘kanał’. Okresowo stosowano nazwę z członami od nazwy miasta Treptow (pol. Trzebiatów), które odróżniały ją od pobliskiego Kolberger Deep (obecnie Dźwirzyno). Wyróżniano także dwie części osady: Ost Deep i West Deep (czyli wschodnia i zachodnia). Ost Deep zostało odnotowane w 1834, West Deep w 1912. Do 1945 r. używano nazwy Deep.
Po wojnie przejściowo funkcjonowały nazwy Głębokie oraz Mrzeżno. W grudniu 1946 r. ustalono urzędowo polską nazwę Mrzeżyno. Polską nazwę nadała Komisja Ustalania Nazw Miejscowości. Pochodzi od słowa mrzeżna – gwarowej nazwy rodzaju sieci rybackiej (obecnie drygawica). W 1948 roku niemiecką nazwę West Deep zachodniej części osady, zmieniono urzędowo na polską nazwę Głębokie. Nazwy tej jednak nie ujęto w Wykazie urzędowych nazw miejscowości z 1980 roku.
Nie występuje w Polsce inna miejscowość o nazwie Mrzeżyno. Podobną nazwę miejscowości ma wieś Mrzezino na Pomorzu Gdańskim, a także oddalone 6 km na wschód Dźwirzyno. W Poznaniu, na osiedlu mieszkalnym Smochowice znajduje się ul. Mrzeżyńska.
Miejscowość należy od XIX wieku do powiatu gryfickiego. Miejscowy urząd pocztowy nosił nazwę Mrzeżyno Gryfickie 1.

## Kultura

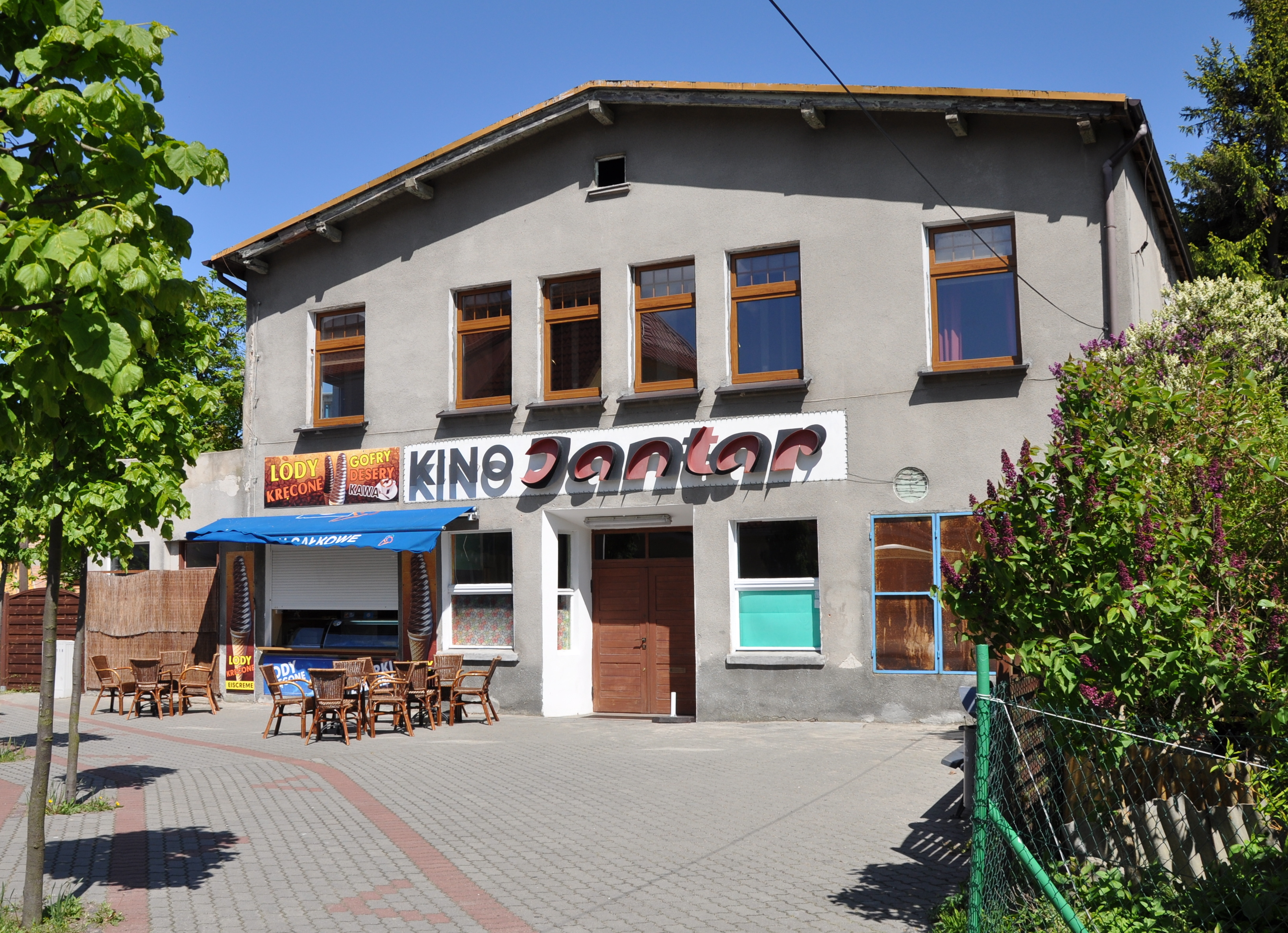
Kino Jantar (2010)

Przy ul. Zabytkowej w sezonie letnim otwarte jest kino Jantar. Najbliższa biblioteka publiczna znajduje się w pałacu w Trzebiatowie.
W Mrzeżynie odbywa się corocznie kilka imprez kulturalnych. Od 2002 roku na przełomie maja i czerwca w Mrzeżynie jest organizowany konkurs dla dzieci Święto Latawca, w którym latawce opracowane przez drużyny są oceniane za parametry lotu oraz estetykę wykonania.
W lipcu odbywa się uroczyste rozpoczęcie sezonu letniego, którego zawsze dokonuje burmistrz Trzebiatowa. Podczas imprezy ma miejsce występ zespołów oraz pokaz sztucznych ogni w mrzeżyńskim porcie nad rzeką.
Od 2003 roku na początku lipca ma miejsce festyn Bezpieczna Woda, skierowany głównie do dzieci i młodzieży, którego celem jest przybliżenie zasad bezpiecznego wypoczynku nad wodą, bezpieczeństwa w życiu codziennym i zasad udzielania pierwszej pomocy w nagłych wypadkach.
Od 1998 roku na początku lipca jest organizowany Festiwal Muzyki Morskiej „Słona Woda”, podczas którego odbywają się przesłuchania konkursowe oraz koncerty zespołów, solistów wykonujących muzykę związaną z żeglarstwem i folklorem morskim.

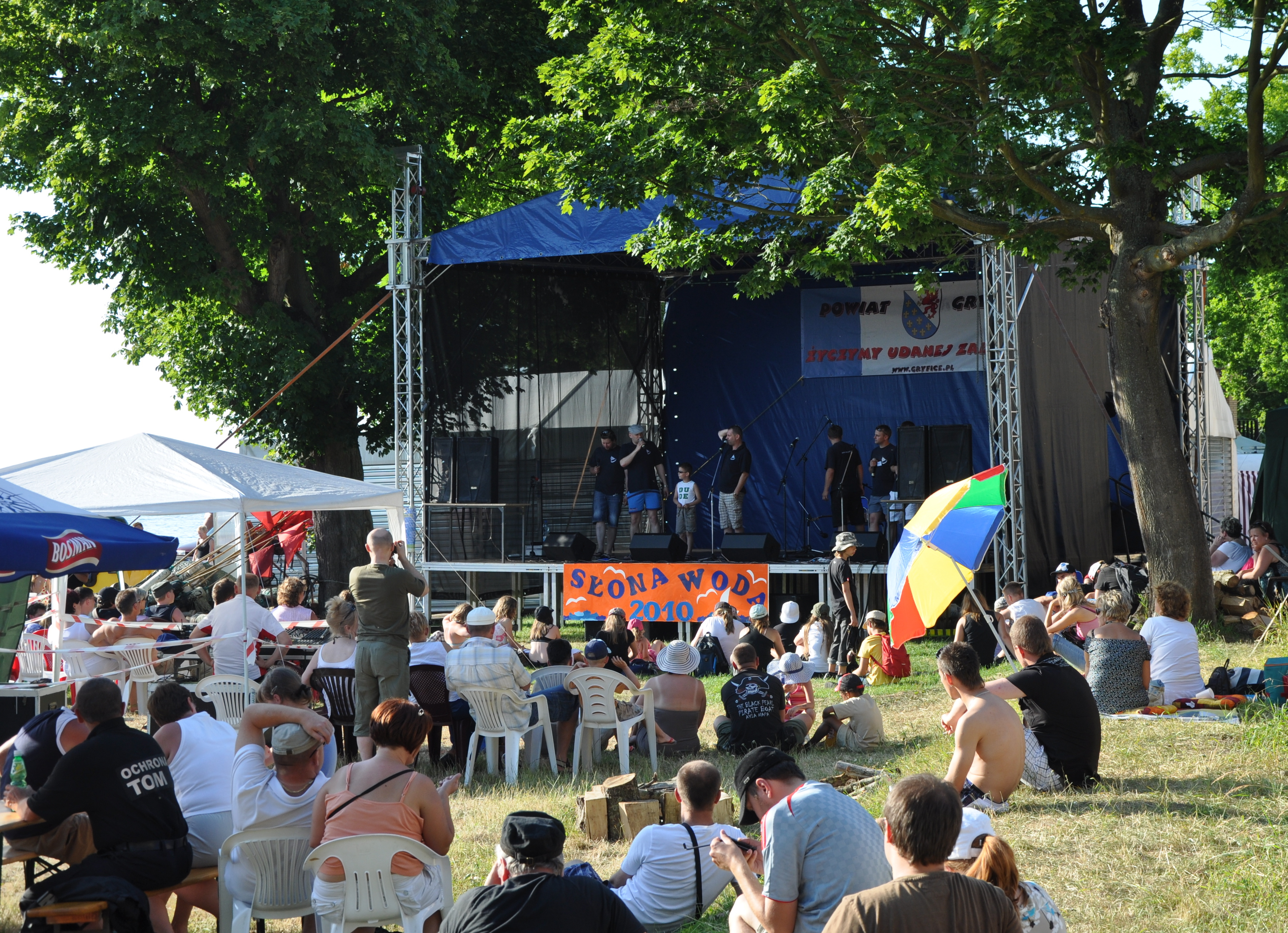
Festiwal Muzyki Morskiej „Słona Woda” 2010

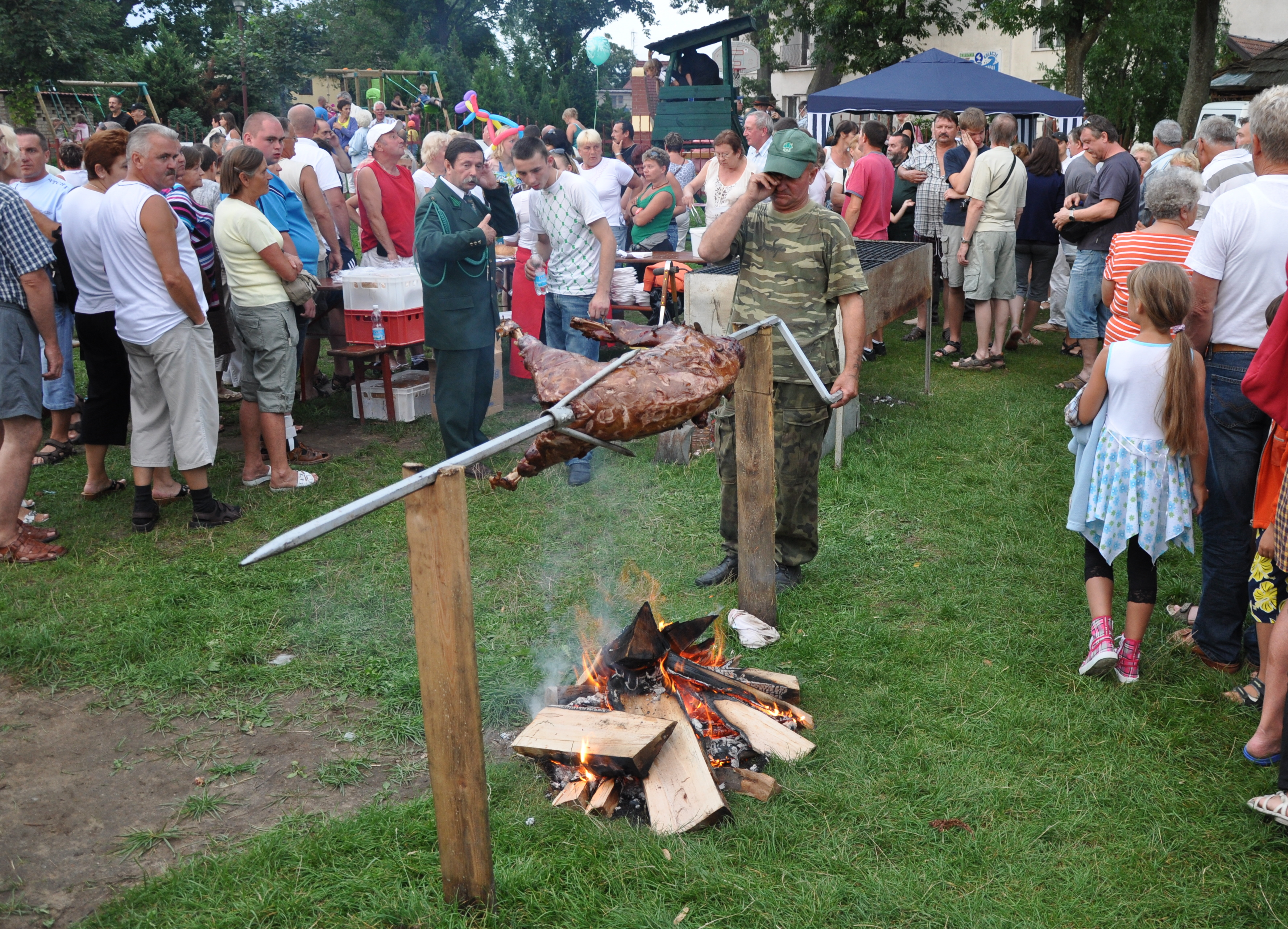
Biesiada Myśliwska 2010

Od 2003 roku w sierpniu organizowana jest biesiada myśliwska, na której mają miejsce degustacje potraw myśliwskich, prezentacja trofeów łowieckich, występy zespołów, konkursy dla dzieci i dorosłych, a pod koniec pokaz sztucznych ogni.
Co roku miejscowość odwiedza tournée Festiwalu Indii, który jest orientalnym happeningiem odbywającym się w miejscowościach nadmorskich z programem scenicznym oraz prezentacjami kultury indyjskiej. Od 2002 roku pod koniec wakacji na tutejszych plażach odbywa się Międzynarodowy Turniej Gmin Partnerskich w Boule, w którym biorą udział m.in. drużyny z partnerskiej gminy Wandlitz z Niemiec.
W parafialnym domu rekolekcyjnym odbywają się rekolekcje m.in. Ruchu Światło-Życie – Oazy Rodzin.
Większość imprez odbywa się w porcie, na plaży lub na terenie kempingu „Rega” zakładu gminnego.
W latach 1924–1935 w każde wakacje przebywał w Mrzeżynie amerykański malarz niemieckiego pochodzenia – Lyonel Feininger. Odkrył tu atmosferę rybackiej osady. Niewielka wówczas, nadmorska miejscowość zafascynowała malarza. Przedmiotem jego twórczości były sosnowe lasy, wydmy, szerokie plaże, błękit nieba i inne nadmorskie krajobrazy. Pomimo tego, że Feininger nie powrócił już tu po 1935 roku, to jednak Mrzeżyno miało wpływ na jego późniejszą twórczość, ponieważ powstałe wcześniej szkice wykorzystywał podczas malowania późniejszych obrazów.

## Oświata

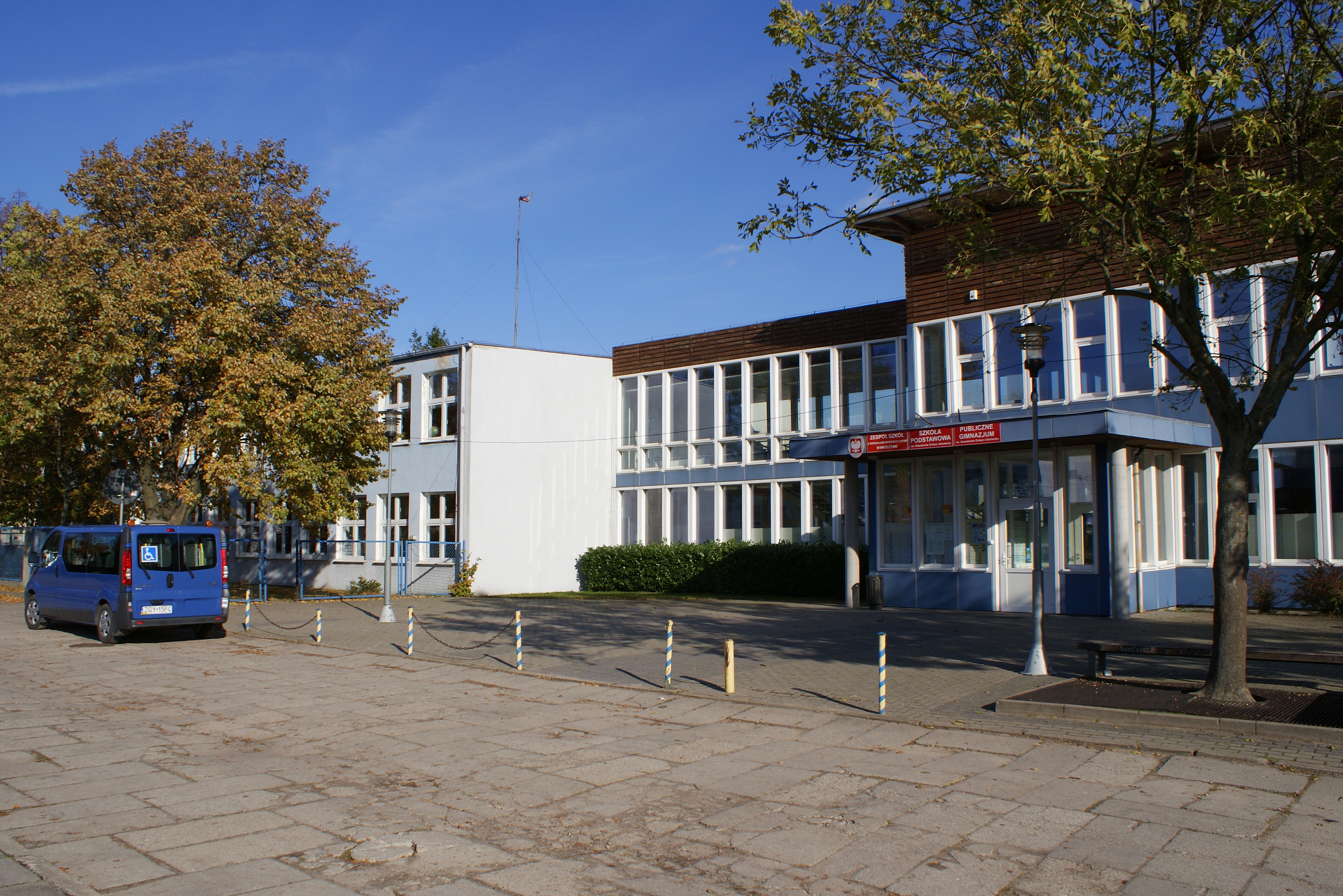
Zespół Szkół im. Kawalerów Orderu Uśmiechu

W miejscowości mieści się Zespół Szkół z Oddziałami Integracyjnymi im. Kawalerów Orderu Uśmiechu, obejmujący szkołę podstawową oraz publiczne gimnazjum. Do tutejszego zespołu szkół uczęszczają dzieci i młodzież z miejscowości: Mrzeżyno, Bieczynko, Bieczyno, Gorzysław, Roby, Rogowo, Trzebusz. W roku szkolnym 2009/2010 do zespołu szkół uczęszczało ogółem 373 uczniów. W szkole podstawowej w 2009 r. funkcjonowało 7 klas integracyjnych oraz zespół edukacyjno-terapeutyczny dla uczniów niepełnosprawnych intelektualnie w stopniu umiarkowanym. Natomiast w publicznym gimnazjum funkcjonowało 5 klas integracyjnych i zespół edukacyjno-terapeutyczny dla uczniów niepełnosprawnych intelektualnie w stopniu umiarkowanym. Od 2009 roku gimnazjum uczestniczy w projekcie „Szkoła Humanitarna” organizowanym przez Polską Akcję Humanitarną. Biorąc udział w programie „Bezpieczna Szkoła” w 2004 roku zespół szkół otrzymał od komendanta wojewódzkiego policji Honorowy Certyfikat Bezpiecznej Szkoły potwierdzający wysoki poziom bezpieczeństwa w szkole i jakość inicjatyw profilaktycznych.
Drugą placówką oświatową w Mrzeżynie jest filia Przedszkola Publicznego w Trzebiatowie. W zespole szkół prowadzone są także oddziały przedszkolne dla dzieci 5- i 6-letnich. Najbliższe szkoły ponadgimnazjalne znajdują się w Trzebiatowie i Kołobrzegu.

## Sport

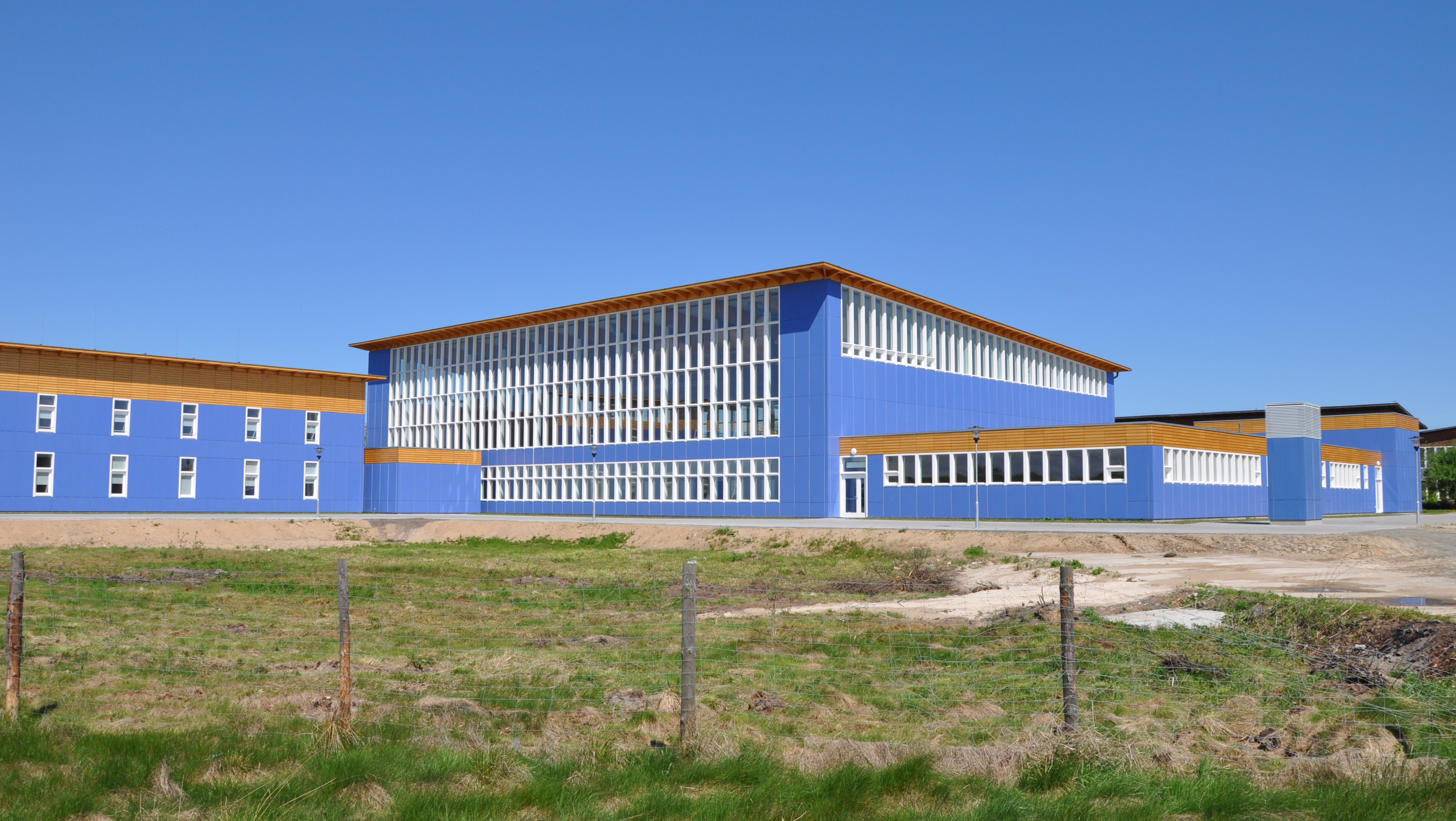
Hala widowiskowo-sportowa

Przy zespole szkół znajduje się kompleks sportowy z halą widowiskowo-sportową. Główne boisko sportowe ma wymiary 24 × 44 m i posiada trybuny dla 433 osób. Ponadto w skład kompleksu wchodzą: sala do gry w squasha z trybuną dla 33 osób, siłownia, sala kondycyjna fitness, sauna, sala wielofunkcyjna oraz miejsca noclegowe. Boisko do piłki nożnej znajduje się w lewobrzeżnej (zachodniej) części Mrzeżyna.
Co roku w czerwcu odbywa się minimaraton Trzebiatowska Dziesiątka, który rozpoczyna się w Mrzeżynie, a kończy w Trzebiatowie.
Miejscowym klubem piłkarskim jest „Orzeł” Mrzeżyno rozgrywający mecze na miejscowym boisku, jednak drużyna została włączona do gminnego zespołu TKS Rega Trzebiatów. Przy zespole szkół działa także uczniowski klub sportowy.
Z Mrzeżyna pochodzi Grzegorz Krychowiak – piłkarz polskiej reprezentacji piłki nożnej.
W kilku ośrodkach wczasowych znajdują się ogólnodostępne baseny rekreacyjne.

## Demografia
Według danych z 31 grudnia 2009 Mrzeżyno miało 1611 mieszkańców, z których 1303 stanowili dorośli, a 308 osoby poniżej 18. roku życia.
Według danych z 28 lutego 2009 Mrzeżyno miało 1671 mieszkańców, z których 1313 stanowili dorośli, a 358 osoby poniżej 18. roku życia.
W okresie kilkunastu ostatnich lat zauważalny jest spadek liczby mieszkańców Mrzeżyna.
| Zakres wieku mężczyzn | Mężczyźni | Kobiety | Zakres wieku kobiet |
| --------------------- | --------- | ------- | ------------------- |
| 0–6                   | 51        | 56      | 0–6                 |
| 7–15                  | 88        | 59      | 7–15                |
| 16–19                 | 66        | 60      | 16–19               |
| 20–65                 | 578       | 504     | 20–60               |
| powyżej 65            | 50        | 99      | powyżej 60          |
| Razem (Σ)             | 833       | 778     | (Σ) Razem           |

## Samorządy pomocnicze, społeczność lokalna
Samorząd gminy Trzebiatów utworzył dwie jednostki pomocnicze: „Sołectwo Mrzeżyno” we wschodniej części Mrzeżyna oraz osiedle „Za Regą” w zachodniej części. W sołectwie organem uchwałodawczym jest zebranie wiejskie, które wyłania sołtysa i 5-osobową radę sołecką. W osiedlu organem uchwałodawczym jest ogólne zebranie mieszkańców, które wybiera organ wykonawczy tj. 3-osobowy zarząd, w tym przewodniczącego. Plan wydatków na 2016 r. sołectwa Mrzeżyno obejmował 26 807,76 zł, a osiedla „Za Regą” – 30 813,52 zł.
Mieszkańcy Mrzeżyna wybierają 2 radnych do 15-osobowej Rady Miejskiej w Trzebiatowie, w dwóch jednomandatowych okręgach wyborczych. Okręg nr 11 obejmuje zachodnią część Mrzeżyna. Okręg nr 10 obejmuje wschodnią część Mrzeżyna, a także wieś Roby i kolonię Rogowo.
Działają tu dwa stowarzyszania, tj. powołane przez mieszkańców Stowarzyszenie Przyjaciół Mrzeżyna włączające się przygotowywanie imprez oraz Wojskowe Koło Łowieckie „Łabędź”. Organizacją imprez zajmuje się także Trzebiatowski Ośrodek Kultury.
W Mrzeżynie znajduje się siedziba parafii rzymskokatolickiej świętych apostołów Piotra i Pawła, należącej do archidiecezji szczecińsko-kamieńskiej. Dom parafialny zamieszkują siostry ze Zgromadzenia Służek Niepokalanego Poczęcia NMP, które prowadzą katechezy w tutejszym zespole szkół.